# Max Payne 2: The Fall of Max Payne
Max Payne 2: The Fall of Max Payne é um jogo eletrônico de tiro em terceira pessoa de 2003 desenvolvido pela Remedy Entertainment e publicado pela Rockstar Games. É a sequência de Max Payne (2001) e o segundo jogo da série de mesmo nome. Ambientado dois anos após os eventos do primeiro jogo, a sequência mostra Max Payne trabalhando novamente como detetive do Departamento de Polícia de Nova York (NYPD), enquanto luta com pesadelos sobre seu passado conturbado. Depois de se reencontrar inesperadamente com a assassina contratada Mona Sax, Max deve trabalhar com ela para resolver uma conspiração repleta de morte e traição, que testará onde reside sua verdadeira lealdade.
Max Payne 2 é jogado numa perspectiva de terceira pessoa. Ao longo da campanha para um jogador, os jogadores controlam principalmente Max, com Mona sendo jogável em alguns níveis selecionados. Ambos os personagens jogáveis têm acesso a uma grande variedade de armas para eliminar os inimigos, bem como a uma habilidade bullet-time, que retarda o tempo durante o combate. A mecânica bullet-time foi atualizada no jogo para permitir que os jogadores se movam mais rápido à medida que matam mais inimigos, bem como recarregam armas instantaneamente. Devido ao motor de física Havok usado, o jogo também apresenta física ragdoll aprimorada. A história é novamente contada principalmente através de painéis de histórias em quadrinhos com narrações, embora várias cenas tradicionais também sejam usadas. Enquanto o enredo do primeiro jogo foi inspirado na mitologia nórdica e nos tradicionais romances policiais, a sequência é baseada principalmente em histórias de amor trágicas como as vistas no filme noir, com o relacionamento de Max e Mona sendo central na narrativa do jogo.
Max Payne 2 foi lançado para Windows em outubro de 2003, para Xbox em novembro e para PlayStation 2 em dezembro. O jogo recebeu avaliações  altamente positivas da crítica e, assim como seu antecessor, foi citado como um dos melhores videogames já feitos. Os elogios se concentraram em sua ação e história, enquanto as críticas se concentraram em sua curta duração. Apesar da recepção positiva, o jogo não teve grande desempenho comercial, levando a Take-Two Interactive, controladora da Rockstar Games, a citar as vendas de Max Payne 2 como a causa para a reformulação das finanças da empresa para 2004. Max Payne 2 recebeu vários prêmios da indústria, incluindo Melhor Direção de Arte no Golden Satellite Awards de 2004 e Editors' Choice Awards da GamePro, IGN e GameSpy. Uma sequência, Max Payne 3, foi lançada em maio de 2013. Remakes dos dois primeiros jogos da série estão em desenvolvimento pela Remedy e serão publicados pela Rockstar para PlayStation 5, Windows e Xbox Series X/S.

## Jogabilidade
Max Payne 2 é um jogo de tiro em terceira pessoa, no qual o jogador assume o papel de Max Payne, embora também jogue com Mona Sax em quatro capítulos. Inicialmente, a arma do jogador é uma pistola de 9mm. À medida que progride, o jogador vai acedendo a outras armas, incluindo outros revólveres, escopetas, metralhadoras, rifles de assalto, rifles de precisão e armas de arremesso. Para se mover ao longo do jogo, o jogador pode descobrir quais são os seus objetivos "escutando" os pensamentos de Payne, onde Payne repete para si mesmo quais são os seus próximos passos, tal como no primeiro jogo.
Em relação a seu antecessor, possui melhorias significativas na qualidade gráfica, com texturas em alta resolução, modelos com mais polígonos, animações faciais, sombras e shaders. Também incorporou o motor de física Havok 2.0 para promover colisões mais reais que tornam a interação com o ambiente mais realista.
Quando é jogado pela primeira vez, o game oferece apenas um nível de dificuldade que é ajustado automaticamente se o jogo for muito difícil para o jogador. Por exemplo, se o jogador morrer muitas vezes, a inteligência artificial dos inimigos se torna menos eficaz, enquanto mais vida em forma de analgésicos fica disponível. Depois de completar uma vez, outros níveis de dificuldade são liberados. Dois modos de jogo são também ativados: New York Minute e Dead Man Walking. Em New York Minute, é dada ao jogador uma pontuação baseada no tempo tomado para completar cada nível. O modo Dead Man Walking bota Max em um de 5 cenários, no qual ele deve sobreviver o mais tempo possível enquanto luta com ondas infindáveis de inimigos.
Max Payne 2 permite que o jogador ative o bullet time (tempo de bala), um modo que abranda o tempo, embora ainda permita que o jogador mire em tempo real, para dar ao jogador mais tempo para determinar o que eles vão fazer. Neste modo, a cor da tela muda para um tom sépia para atuar como um sinal visual. Quando em uso, o medidor do tempo de bala vai diminuir até que ele ou esteja vazio ou o jogador desative o modo. O medidor irá eventualmente aumentar enquanto não estiver em uso, mas pode ser reabastecido rapidamente matando inimigos. Para simular o efeito de bullet time, Max também pode executar uma manobra shootdodge, que agora já não irá fazer diminuir o medidor do tempo de bala. Quando a manobra é realizada, Max salta em uma direção especificada pelo jogador. O sistema de combate foi melhorado em Max Payne 2: o jogador pode agora dar a Max uma arma secundária, como uma granada ou coquetel molotov, e, quando perto de um inimigo, Max pode executar ataque corpo a corpo. Jogadores controlados pela IA ocasionalmente vão vir em auxílio de Max, embora sua morte não afete a jogabilidade ou história.

## Enredo
Dois anos após os eventos do primeiro jogo, Max Payne foi reintegrado como detetive na polícia de Nova York. Enquanto investiga uma série de assassinatos feitos por um grupo de assassinos conhecido como Cleaners, Max encontra Mona Sax, que foi dada como morta no final do primeiro jogo. Ao seguir seu exemplo, Mona é finalmente presa por causa de seus crimes. É levada para a delegacia da polícia, apesar dos protestos de Max. Enquanto na estação, Max ouve sua nova parceira, Valerie Winterson, falando ao telefone sobre Mona. De repente, a estação é atacada por assassinos contratados que procuram Mona. Mona foge da sua cela, e, depois de lutar contra os assassinos, Max e Mona começam a caçar os responsáveis pelo ataque. Sua busca os leva a um local de construção, onde ele e Mona se defendem contra os mesmos assassinos. Depois de deixar seus inimigos, Winterson chega e aponta sua arma a Mona. Mona afirma que a parceira de Max está lá para matá-la, enquanto Winterson afirma que ela está simplesmente tentando prender um fugitivo fugindo. Depois de vários momentos de consideração, Max atira fatalmente em Winterson, permitindo que Mona escape. Antes de Winterson morrer, atira em Max, levando à sua hospitalização.
Depois que Max sai do hospital, ele encontra Mona e, juntos, começam a procurar respostas. Quando Max é sequestrado por seu antigo sócio, Vladimir Lem, chefe da máfia russa, ele descobre que os Cleaners trabalham para Lem, que os usaram para eliminar a concorrência a seus negócios. Max então descobre que Lem faz parte da sociedade secreta Inner Circle; O Senador Alfred Woden, líder da Inner Circle, tinha assegurado que as acusações contra Max tinham sido retiradas no final do último jogo. Lem planeja matar Woden e ganhar o controle da Inner Circle. Max também descobre que Mona é uma assassina contratada por Woden, com ordens para matar Lem e Max. Finalmente, Max descobre que Winterson era amante de Lem; para vingar sua morte, Lem atira em Max e o deixa como morto em um prédio em chamas. Mona resgata Max, e, juntos, vão para a mansão de Woden para salvá-lo de Lem.
Na mansão, Mona deixa Max no chão em uma tentativa de seguir suas ordens para matá-lo, mas descobre que seus sentimentos por ele a impedem de fazê-lo. Lem, em seguida, atira em Mona, depois de perceber que ela não vai matar Max. Woden, em seguida, aparece em uma cadeira de rodas, e luta contra Lem; Woden é morto durante a luta. Max e Lem então lutam enquanto a mansão se desmorona em torno deles. Eventualmente, Lem é morto e Max retorna para o lado de Mona enquanto a polícia chega, e ela morre em seus braços.
O final alternativo não é canônico com o resto da série, e é desbloqueado na maior dificuldade do jogo. Nele, Mona Sax sobrevive.

## Desenvolvimento
A Take-Two Interactive divulgou um comunicado de imprensa no dia 5 de dezembro de 2001, que anunciou a aquisição da franquia Max Payne da Remedy Entertainment e 3D Realms por $10 milhões e 970 mil partes de ações ordinárias, e seus planos para lançar Max Payne 2. Em 22 de maio de 2002, a Take-Two anunciou que havia concordado em pagar até $8 milhões em pagamentos de incentivos à Apogee Software e Remedy Entertainment para desenvolver Max Payne 2. No dia 3 de setembro de 2003, a Take-Two anunciou oficialmente a data de lançamento de 15 de outubro de 2003 para o game.
Em Max Payne, o rosto de Max era do escritor do jogo Sam Lake, enquanto que em Max Payne 2, a aparência de Max foi remodelada e baseada no ator profissional Timothy Gibbs. James McCaffrey retornou como a voz de Max. O enredo do jogo foi novamente escrito por Lake, que decidiu escrevê-lo como uma história de amor Film noir, pois sentiu que se adequava melhor à personalidade de Max. Lake esperava que a história abriria novos caminhos, observando: "Pelo menos é um passo na direção certa. Não gostaria de nada melhor do que ver as questões novas e inesperadas a encontrar o caminho para jogos e histórias contadas nos games." Lake observou que os básicos arquetípicos dos elementos dos filmes noir encontrados em muitos clássicos do gênero "podem percorrer um longo caminho" ao contar uma história, e deu exemplos que incluíam uma cidade dominada pelo crime hostil; uma história que se passa nas noites tardias com chuva forte; e um cínico detetive duro sem sorte. Lake pensou em escrever uma continuação de Max Payne uma "arte dele é [sic] própria." Uma vez que o cenário e os personagens já foram estabelecidos, Lake decidiu que o principal objetivo da sequela era "manter o que era bom e corrigir o que não foi tão bom" e levar a história em direções surpreendentes. O roteiro para a sequência acabou sendo três vezes mais demoroso que o de Max Payne. Lake previu que uma história mais complexa incentivaria a repetição do jogo.
A história, por vezes dita através de diálogo no jogo, é completada com banda desenhada que toca durante as cenas. Os desenvolvedores acharam que painéis em quadrinhos eram mais eficazes e menos onerosos para usar nas cenas do que cenas totalmente animadas. Também observaram que painéis em quadrinhos obrigam o jogador a interpretar cada painel para si mesmo, e "as nuances estão na cabeça do leitor [...] seria muito mais difícil de chegar a esse nível com cenas in-game ou até mesmo pré-renderizadas." Os desenvolvedores também acharam mais fácil reorganizar painéis em quadrinhos, se o enredo precisasse de ser mudado durante o desenvolvimento do jogo.
Max Payne 2 utiliza o mesmo motor de jogo utilizado em Max Payne, mas com diversas melhorias significativas. Mesmo que o jogo só suporte DirectX 8.1, os gráficos de Max Payne 2 imitam os gerados por DirectX 9 mediante a utilização otimizada de efeitos como a reflexão, refração, shaders e ghosting. Os desenvolvedores consideraram uma determinada cena em que os efeitos são bem usados: Quando Max tem sonhos lúcidos, a tela fica embaçada e fora de foco. Desde Max Payne, a contagem de polígonos (o número de polígonos renderizados por quadro) foi aumentada, o que suaviza as bordas dos modelos dos personagens. Além disso, os personagens têm uma gama muito maior de expressões. Anteriormente, Max só tinha uma expressão disponível; Em Max Payne 2, muitas vezes ele sorri e move as sobrancelhas ao reagir a diferentes cenários.
O jogo usa o motor de física Havok que os desenvolvedores escolheram porque era “de longe a melhor solução para as suas necessidades". Eles descobriram que um motor de física dedicado era vital para criar cenas de combate, pelas quais Max Payne era conhecido, "com maior realismo e dramatismo, ação tipo filme". O motor de física fez com que várias situações parecessem mais realistas. Por exemplo, quando em combate, o jogador pode se esconder atrás de caixas; no entanto, quando balas inimigas impactam nas caixas, elas vão tombar, obrigando o jogador a encontrar outro objeto como cobertura. Quando um inimigo está escondido atrás de uma parede divisória, o jogador pode jogar uma granada ao lado dele para enviá-lo pelo ar, tornando o inimigo desprotegido. O motor Havok foi ajustado para fazer armas, bombas e coquetéis Molotov agirem mais naturalmente, pelo que o áudio também foi atualizado para fazê-los parecerem mais realistas. O novo motor de física permitiu determinadas ações que não podiam acontecer em Max Payne: caixas podem ser movidas e seguir as leis da gravitação, e explosões fazem corpos inimigos cair de forma realista.
O tempo de bala, pelo qual Max Payne era conhecido, foi melhorado; os desenvolvedores se referem a ele como "versão 2.0". O modo, que permite a Max se mover em câmera lenta para matar os inimigos com mais facilidade, foi aprimorado para permitir a Max usá-lo por um período mais longo, quando mata inimigos consecutivamente. Isto foi feito para encorajar os jogadores a mergulhar de cabeça erguida em situações perigosas, em vez de se agacharem a uma distância segura à espera dos inimigos chegarem perto. A nova animação de recarga também foi introduzida, nela Max recarrega as armas ainda em bullet time, que lhe permite desviar evitando balas, girando ao redor para o levantamento da situação de combate, e fazer uma pausa para dar tempo ao jogador para elaborar uma estratégia. Ferramentas de desenvolvimento foram disponibilizadas pela Rockstar e Remedy para permitir aos jogadores criar modificações para o jogo. As modificações podem executar várias funções, tais como a capacidade de adicionar novas armas, habilidades, perspectivas, arredores, e personagens.

## Trilha sonora
Os compositores musicais Kärtsy Hatakka e Kimmo Kajasto voltam para compor a trilha sonora do jogo. Ela apresenta atuações de violoncelo do membro dos Apocalyptica, Perttu Kivilaakso. O jogo possui uma música composta a partir de um poema escrito por Sam Lake, pseudônimo do autor do enredo do jogo.
Esta música de nome Late Goodbye é interpretada pelo grupo de rock finlandês Poets of the Fall e pode ser escutada várias vezes ao longo do jogo, sendo assobiada ou cantarolada por personagens ou integralmente na tela de créditos. Foi seu primeiro single e alcançou a posição nº14 na parada de singles finlandeses, bem como nº1 no Top 30 Chart da Rádio Suomipop.

## Recepção
Max Payne 2 foi aclamado pela crítica por colaboradores. Os pontos positivos se focam em sua ação e história, enquanto a crítica se direciona à sua longevidade, que foi considerada curta. Apesar de uma receção positiva, Max Payne 2 vendeu muito pouco, levando a companhia parente da Rockstar Games, Take-Two Interactive, a citar as "contínuas vendas dececionantes de Max Payne 2: The Fall of Max Payne" como uma das causas para as vendas reprevistas da empresa para 2004. Max Payne 2 foi o destinatário de vários prêmios da indústria, incluindo Outstanding Art Direction no Prêmio Golden Satellite de 2004; Editors 'Choice Awards pela GamePro, IGN, GameSpy, e GameSpot; e Jogo do mês pela Game Informer.
Steve Polak do australiano The Daily Telegraph, que gostou do primeiro Max Payne, também elogiou Max Payne 2, chamando-o de um jogo "excecional" que "mantém vivo o sentido da atmosfera e ação orientada para o tiroteio envolvente que era tão emocionante no primeiro lançamento." Ele elogiou o jogo pelos maiores valores de produção em comparação com o primeiro jogo, incluindo a história mais polida, os scripts mais profissionais, melhor desempenho e gráficos. A complexidade do personagem de Max era um elemento bem-vindo a Polak, que descobriu que os jogos muitas vezes criaram heróis que eram simplistas. Dan Toose do Sydney Morning Herald descreveu a experiência do jogo como "brutal, contudo com jogabilidade bonita".
Jon Minifie do The New Zealand Herald apreciou a história do jogo, chamando-a de um "jogo de tiro em terceira pessoa obscuro e divertido com um enredo bem trabalhado, noir". Em particular, Minifie elogiou a Remedy para o que ele considera um port bem-sucedido do jogo para consoles, especialmente para o Xbox, notando que a versão tem visuais que parecem semelhantes aos do PC. No entanto, ele descobriu que o port para PlayStation 2 foi apenas "um trabalho ok" que resultou em qualidade que era "consideravelmente menos bonito aos olhos", e afirmou que ele é superado por plataformas mais potentes. Steven Poole do Sunday Times observou que Max Payne 2 faz "exatamente o mesmo (coisas do primeiro jogo), só que melhor." Ele descobriu que os inimigos reagem de forma convincente ao dano recebido por balas, graças ao motor de física. Em última análise, no entanto, Poole descreveu o jogo como "divertido, mas não surpreendente".
Steve Tilley do The Toronto Sun, que acreditou que a Remedy fez um "trabalho arrasador" em Max Payne 2, sentiu que a empresa manteve o que era grande no jogo anterior, "enquanto todo o resto foi beliscado, reformulado e espremido". Ele era um fã do bullet time do primeiro jogo e, portanto, apreciou vê-lo retornar na sequência, com "efeitos visuais ainda mais impressionantes". Tilley descobriu que o "motor de física realista" do jogo foi facilmente seu melhor aspeto, e observou que durante o jogo, quando lançou uma granada em uma sala, resultou em uma explosão que enviou inimigos voando pelo ar de uma forma realista. Além disso, Tilley aplaudiu a Remedy por ouvir reclamações dos fãs e resolver problemas do jogo anterior, incluindo sequências de sonho melhoradas. Ele ficou, no entanto, dececionado com a linearidade geral do jogo, e notou que os jogadores que não estão interessados no tema film noir não irá apreciá-lo em Max Payne 2. Concluindo, Tilley comentou que o jogo "tem polonês suficiente, talento cinematográfico e caos imediato para emocionar aqueles que gostam de seus Sopranos com uma pitada de John Woo e um toque de Frank Miller."
A ação do jogo foi elogiada por vários colaboradores. A GameZone lhe chamou de cinematográfica e cheia de ação, observando que a cena final foi digna do grande ecrã. Da mesma forma, a GameSpy descreveu a ação como "cheia de adrenalina", e considerou-a comparável ao que estava disponível no filme. A história foi tanto aplaudida como criticada. Tom McNamara da IGN apreciou jogar na definição de filme noir e acreditava que ele adiciona profundidade dramática à história de Max e Mona, "de alguma forma [faz] o que está acontecendo mais importante e interessante. Causar estragos é bom, mas é ótimo ter também um interesse amoroso em complicar as coisas, e Mona Sax está definitivamente à altura da tarefa". No entanto, ele se desligou de alguns diálogos "hammy". Em contraste, a 1UP.com citou o chefe final como um final que inadequadamente completou um excelente jogo, e Poole do Sunday Times chamou à história "pungentemente bregas". O comprimento de Max Payne 2 dececionou críticos, incluindo a GameSpot e IGN, que reclamaram da curta história. Toose do Sydney Morning Herald também foi crítico da curta experiência single-player, mas descobriu que os níveis mais altos de dificuldade e os modos especiais de "sobrevivência" ajudaram a melhorar o valor de rejogabilidade.